# Marinus Valentijn

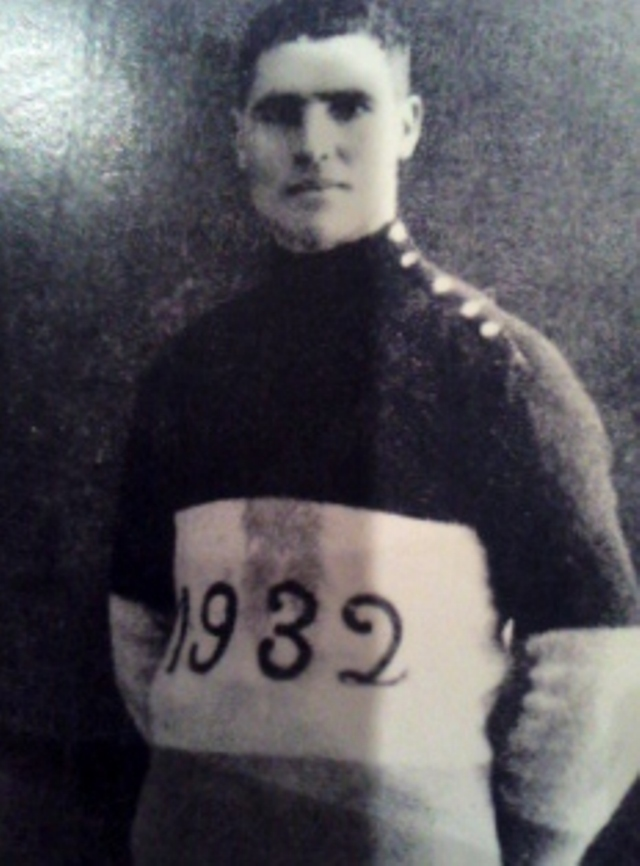
Marinus Valentijn, 1932

Marinus Valentijn (* 21. Oktober 1900 in Sint-Willebrord; † 3. November 1991 ebenda) war ein niederländischer Radrennfahrer.
Marinus Valentijn war Profi-Rennfahrer von 1931 bis 1939. In dieser Zeit wurde er zweimal Niederländischer Straßenmeister. Sein größter Erfolg war ein dritter Platz bei den Straßen-Weltmeisterschaften im Jahre 1933 hinter Georges Speicher und Antonin Magne, nachdem er 1932 schon den sechsten Platz belegt hatte.
Valentijn galt als Pionier, da er einer der ersten Niederländer war, die auch im Ausland starteten. So nahm er 1935 an der ersten Vuelta a España teil und wurde Zehnter. Zu dieser Zeit waren in den Niederlanden Radrennen aus sittlichen Gründen nur als geschlossene Rundstreckenrennen erlaubt.
Marinus Valentijn war der Großvater des niederländischen Rennfahrers Jacques Hanegraaf.